# Лакиза Іван Никифорович
Іван Никифорович Лакиза (Лакіза) (24 листопада 1895, Старжинськ, Польща — 27 липня 1938, концтабір ГУЛАГ СССР «Теміртау» Гірська Шорія Алтай) — український літературознавець, критик, публіцист, журналіст. Редактор видань «Пролетарська правда», «Життя й революція», «Глобус». Жертва сталінського терору.

## Біографічні відомості
Народився 24 листопада 1895 у Старжинську (тепер — Польща) в родині залізничника.
Середню освіту здобув у київській гімназії, потім навчався на юридичному факультеті Університету св. Володимира. У 1918 року вступив до партії боротьбистів, а навесні 1920 перейшов до КП(б)У.
У роки національно-визвольних змагань 1917—1921 Іван Лакиза був комісаром комуністичної бригади, пізніше працював інструктором Київського губпарткому УКП, секретарем Таращанського повітового комітету КП(б)У на Київщині. З 1924 по лютий 1925 року — відповідальний секретар Уманського окружного комітету КП(б)У Київської губернії та редактор уманської газети «Робітниче-селянська правда».
З 1925 працював редактором газети «Пролетарська правда» (Київ), «Життя й революція» і «Глобус».
У 1929 переїхав до Харкова, де працював редактором «Книгоспілки», заступником редактора видавництва «Література і мистецтво». За книжку Черняка «Листи з чужих країн», яка вийшла друком у 1932 у видавництві «Література і мистецтво», його виключено з партії. Він оскаржив це рішення парткому й переїхав до Москви: там його в партії поновили, призначили завідувачем відділу наросвіти Бауманського району. Дня 19 грудня 1934 його заарештовано, а 9 березня 1935 спецконвоєм відправлено в Київ.
Івана Лакизу відправлено 20 жовтня 1935 в концтабір ГУЛАГ СССР Сиблаг, де він відбував покарання у спецзоні Теміртау на спорудженні залізниці Теміртау-Таштагол, шпали й колії якої, за свідченням М. І. Кутинського, укладено прямо на українських кістках.
Особлива трійка УНКВД по Новосибірській області 2 листопада 1938 засудила Лакизу до страти без будь-яких додаткових звинувачень.
Довідник «Письменники Радянської України» подає дату смерті І. Лакизи на 27 липня 1938: дати народження й смерті І. Лакизи вимагають уточнення. (М. І. Кутинський, який добре знав І. Лакизу ще до його ув'язнення, зустрічав його в таборі в спецзоні «Теміртау» в Гірській Шорії навесні 1939 року.) Відомо одне: загинув у Гірській Шорії (Алтай) на каторжних роботах Теміртау—Таштагол.

## Творчість
Літературно-критичні, публіцистичні статті Іван Лакиза друкував у газетах «Більшовик», «Пролетарська правда», журналах «Гарт», «Глобус», «Життя й революція», «Політфронт» та ін.

## Твори
- «М. Коцюбинський» (1928)
- «Лічилка» (1929)
- «Тарас Григорович Шевченко» (1929, 1931)
- «Закарпатська Україна» (1930)